# Гиллан, Джозефин
Джозефи́н Ги́ллан (англ. Josephine Gillan; 24 июля 1988, Кент, Юго-Восточная Англия, Англия, Великобритания) — английская актриса

.

## Биография и карьера
Джозефин Гиллан родилась 24 июля 1988 года в графстве Кент (Юго-Восточная Англия, Англия, Великобритания).
Наиболее известна ролью второго плана проститутки Мареи в «Игре престолов». Её героиня впервые появилась во втором сезоне, появлялась в каждом сезоне с тех пор и, ожидается, что она появится в предстоящем восьмом сезоне. Став любимицей фанатов, она регулярно появляется в таких фан-конвенциях, как Edinburgh Comic Con и многих других.
В 2017 году она участвовала в съемках короткометражного фильма «Кровавые евреи», который повествует о том, как правят еврейки контролируются раввинским законом. Съёмки проходили в North London Reform Synagogue и Finchley Reform Synagogue.
В декабре 2018 года Гиллан родила дочь Глорию. В августе 2019 года она сообщила, что её 8-месячная дочь Глория была похищена израильскими чиновниками сразу после полуночи 4 августа. Она также сообщила, что девочка жила с её подругой с 5 месячного возраста по решению израильских социальных служб, в то время как она проходила курс лечения от послеродовой депрессии.

## Фильмография
| Год       |     | Русское название | Оригинальное название   | Роль  |
| --------- | --- | ---------------- | ----------------------- | ----- |
| 2012—2019 | с   | Игра престолов   | Game of Thrones         | Марея |
| 2017      | ф   | Эми и София      | Amy and Sophia          | Лей   |
| 2017      | ф   | Остров кукол     | The Island of the Dolls |       |
| 2017      | кор | Кровавые евреи   | Bloody Jews             |       |